# Kung Yih av Zhou
Kung Yih av Zhou, var en kinesisk monark. Han var kung av Zhoudynastin 899–892 f.Kr.